# Kowale-Kolonia
Kowale-Kolonia – kolonia w Polsce położona w województwie podlaskim, w powiecie sokólskim, w gminie Kuźnica.
W latach 1975–1998 miejscowość należała administracyjnie do województwa białostockiego.